# Казахстан (кинотеатр)
«Казахста́н» — бывший специализированный кинотеатр в Алма-Ате, функционировавший с 1957 по 2008 годы.

## История
Кинотеатр «Казахстан» был открыт в 1957 году, в типовом здании, украшенном с элементами казахского национального орнамента. Это был первый в Казахской ССР кинотеатр, который имел два зрительных зала. Вместимость каждого зала составляла по 380 мест. На втором этаже располагался зал отдыха с буфетом, а первым директором кинотеатра стал В. Самойлов.
Кинотеатр был построен со специальным оборудованием для показа стереофильмов, то есть с использованием 3D-технологий, став пятым подобным в СССР после Москвы, Ленинграда, Астрахани и Киева. Первый показ стереофильма состоялся в 1964 году. В этот же период действует летняя площадка на которой демонстрировались хроникально-документальные и научно-популярные фильмы.
В 1981 году кинотеатр посетило более 1 млн зрителей. С 1990-х по 2008-й годы в кинотеатре демонстрировались обычные и стереофильмы.
В начале 2000-х годов во дворе кинотеатра находился книжный развал, временно став центром продажи букинистической литературы города. Через несколько лет развал был закрыт.
C 20 августа 2008 года здание кинотеатра находилось на реконструкции, до неё проводились благотворительные (бесплатные) киносеансы для ветеранов.
В настоящее время здание кинотеатра используется не по своему изначальному назначению, большую часть здания занимает стриптиз-клуб «Matrioshka», на остальной размещены: букмекерская контора, ломбард, кафе и фотосалон.